# Ilkka Herkman
Ilkka Herkman, född 11 mars 1969, är en finländsk musikproducent och ljudtekniker.
Han har bland annat producerat skivor som Playboys av The Rasmus och Ei av Maija Vilkkumaa. Herkman arbetar som en ljudtekniker till finländska a cappella-gruppen Rajaton.